# 北海道弟子屈高等学校
北海道弟子屈高等学校（ほっかいどうてしかがこうとうがっこう、Hokkaido Teshikaga High School）は、北海道川上郡弟子屈町にある公立（道立）の高等学校。現在は全日制普通科の高校であるが、創立当時は定時制課程の高校であった。

## 沿革
公式サイトの沿革による。
- 1948年（昭和23年）10月30日 - 北海道庁立標茶高等学校（現在の北海道標茶高等学校）弟子屈分校として、設立が認可される（定時制夜間課程）。
- 1948年（昭和23年）12月3日 - 第1回入学式を挙行し、授業を開始する。
- 1951年（昭和26年）3月16日 - 北海道弟子屈高等学校として独立する（定時制課程普通科）。
- 1956年（昭和31年）4月16日 - 校旗を制定する。
- 1962年（昭和37年）4月8日 - 全日制過程第1回入学式挙行。
- 1964年（昭和39年）3月31日 - 道立に移管される。
- 1965年（昭和40年）2月26日 - 校歌を制定する。
- 1987年（昭和62年）3月31日 - 定時制閉課。
- 1997年（平成9年）10月30日 - 校訓を制定する。

## 出身者
- 大鵬幸喜（大相撲力士、第48代横綱） - 定時制課程中退
- 木下大門（相撲錦絵絵師） - 普通科課程卒業